# 加利弗冰原島峰

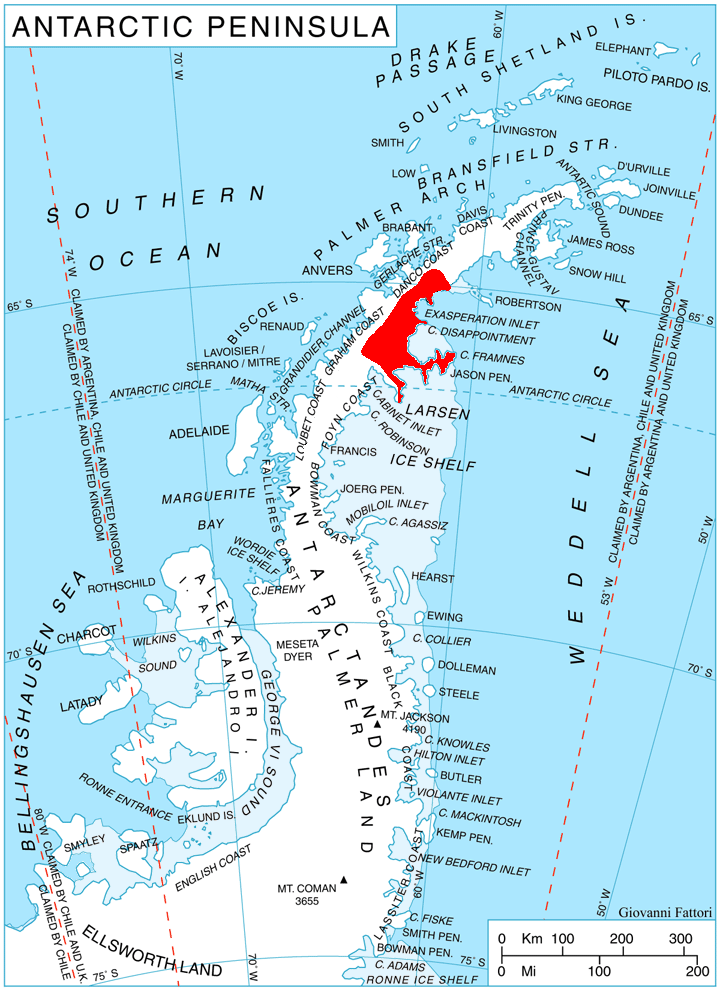

66°12′S 62°40′W / 66.200°S 62.667°W
加利弗冰原島峰（英語：Gulliver Nunatak）是南極洲的冰原島峰，位於葛拉漢地東岸，海拔高度575米，由英國探險隊繪入地圖，以小說《格列佛遊記》的主角命名，現時由南極條約體系管理。